# Paul Kletzki
Paul Kletzki, né Paweł Klecki, est un chef d'orchestre et compositeur polonais, naturalisé suisse, né à Łódź le 21 mars 1900 et décédé en répétition d'orchestre à Liverpool le 5 mars 1973.

## Biographie
Il commence la musique avec l'étude du violon. C’est un enfant prodige qui, dès 14 ans, se produit en soliste avec l'Orchestre philharmonique de Łódź. Il poursuit l'étude du violon au Conservatoire national de Varsovie avec Emil Młynarski, en parallèle avec la composition. Il suit également des cours de philosophie. En 1921, il rejoint Berlin pour parachever sa formation auprès de F. E. Koch et fait ses débuts de chef d'orchestre en 1923. Ses talents de compositeur vont être encouragés et soutenus par Toscanini, puis par Furtwängler qui lui permettra même de diriger le fameux Orchestre philharmonique de Berlin en 1925. Mais la politique antisémite des dirigeants nationaux-socialistes allemands le contraindront à quitter Berlin. Débute pour lui une période d'émigrations successives : en Italie, il enseigne la composition à Venise et à Milan, mais le régime mussolinien d'obédience fasciste provoque, à nouveau, son départ vers l'Union soviétique, où il dirige l'Orchestre philharmonique de Kharkov en 1937-1938. Là aussi, il ne peut y vivre sans crainte, compte tenu de la politique de Grande Terreur déclenchée par Staline dès 1936. Kletzki s'installera, en définitive, en Suisse. Il enseigne au conservatoire de Lausanne en 1944-1945. Pendant dix ans il est chef-invité notamment de l'Orchestre national de France puis dirige le Royal Liverpool philharmonic orchestra en 1954 et l'Orchestre symphonique de Dallas de 1958 à 1961. Il dirige dans les années 1960 l'Orchestre symphonique de Berne puis l'Orchestre de la Suisse romande.
Paul Kletzki possédait de réels dons de compositeur : outre un concerto pour piano, un concerto pour violon et quatre quatuors à cordes, il compose trois symphonies dont l'émouvante Troisième Symphonie « In Memoriam », achevée en octobre 1939, qui rend hommage aux victimes du nazisme. Kletzki, comme nombre de ses compatriotes juifs, a perdu une grande partie de sa famille dans les camps d'extermination nazis.
À partir de 1942, il cesse de composer, arguant que le nazisme avait annihilé ses facultés spirituelles et son pouvoir créatif. Il a créé des œuvres de Darius Milhaud (dont la symphonie no 11) et en 1943 la symphonie no 5 d'Alexandre Tansman. Il avait épousé en secondes noces Yvonne Voutaz (1919-2019).

## Répertoire
Kletzki a défendu, avec constance, les symphonies de Sibelius et de Mahler, à une époque où celles-ci n'avaient pas encore totalement convaincu le public. Il laisse, à la tête de la Philharmonie Tchèque, un enregistrement des symphonies de Beethoven, marqué par le souci d'objectivité et de clarté dans le détail.

## Œuvres
- Trois préludes pour piano, op. 4
- Trois pièces pour piano
- Fantaisie en do mineur, op. 9
- Concerto pour piano en ré mineur, op. 22
- Symphonie n°2, op. 18

## Discographie
- Symphonie n°3 en mi bémol majeur, op. 55, "Héroïque" ; "Coriolan", op. 62, ouverture ; "Egmont", op. 84, ouverture - Orchestre Philharmonique Tchèque, dir. Paul Kletzki (CLA-CD 101, Les Génies du Classique)